# Another Period
Another Period è una sitcom statunitense creata ed interpretata da Natasha Leggero e Riki Lindhome.
La serie è destinata a diventare una parodia dei reality show come Al passo con i Kardashian, mentre in termini di epoca, come Downton Abbey e satirico di molti degli stessi temi di classe e posizione sociale.
La serie ha debuttato su Comedy Central il 23 giugno 2015. È diretta da Jeremy Konner, co-creatore e scrittore di Drunk History. La società di produzione di Ben Stiller (che figura tra i produttori esecutivi), Red Hour, ha prodotto la serie. Leggero, Lindhome e Konner sono anche produttori esecutivi.
La seconda stagione è andata in onda dal 15 giugno 2016. Il 23 maggio 2016 è stata rinnovata per una terza stagione trasmessa dal 23 gennaio 2018. Il 29 novembre 2018 la serie è stata cancellata.

## Trama
La serie segue le vicende dei Bellacourt, la prima famiglia di Newport, nel Rhode Island, all'inizio del XX secolo. Lillian (Leggero) e Beatrice (Lindhome) sono sorelle "che si preoccupano solo di come appaiono, quali feste frequentano e diventano famose, il che è molto più difficile nel 1902".

## Episodi
| Stagione         | Episodi | Prima TV USA | Prima TV Italia |
| ---------------- | ------- | ------------ | --------------- |
| Prima stagione   | 10      | 2015         | inedita         |
| Seconda stagione | 11      | 2016         | inedita         |
| Terza stagione   | 11      | 2018         | inedita         |

## Personaggi ed interpreti

### I Bellacourt
- Lillian Abigail Bellacourt, interpretata da Natasha Leggero, è la seconda figlia maggiore dei Bellacourt, che viene spesso vista indossare una tiara. Dopo che Charles Ponzi l'ha lasciata all'altare all'età di 11 anni, "al culmine del picco sessuale di una donna", ha iniziato un matrimonio senza amore con Victor, con il quale ha concepito otto figlie, la maggior parte delle quali si chiamano Susan. Lillian è intelligente e piena di risorse, ma spesso è vittima del proprio egoismo. Lillian porta costantemente in giro il suo feroce chihuahua, il sindaco Cutie, prima di uccidere il cane in un impeto di rabbia. Nel finale della seconda stagione, Lillian cade in una profonda depressione quando Laverne Fusselforth muore durante la cerimonia nuziale e suo nipote sposa Hortense.
- Beatrice Bellacourt, interpretata da Riki Lindhome, è la figlia più giovane. È gemella con Frederick, con cui è coinvolta in una relazione incestuosa. Beatrice è la "donna ideale" dell'inizio del secolo. Alta, ricca e snella, è una cantante di talento senza interesse per la politica e senza opinioni sue. Esibisce anche un eccezionale egoismo e tendenze sociopatiche, tentando di uccidere le persone senza empatia. Ha diversi figli, tra cui un figlio che lei chiama The Little Asshole. Nel finale della seconda stagione, dopo che Frederick l'ha trasferita in un convento, Beatrice trova Dio.
- Hortense Jefferson Library Bellacourt, interpretata da Artemis Pebdani (nell'episodio pilota), Lauren Ash (nella prima stagione) e Lauren Flans (nella seconda stagione), è la primogenita dei Bellacourt. Dodo e Commodore sono entrambi imbarazzati dalla sua mancanza di attrattiva e "pregano che la sua vita sia fortunatamente breve". Hortense agisce come una satira della femminista borghese moderata, che chiede il suffragio femminile, ed è un membro della Women's Temperance League e della Newport Association of Gal Spinsters (N.A.G.S.). Sebbene Hortense sia il personaggio più liberale, è spietata come qualsiasi Bellacourt, esponendo la famiglia al ridicolo quando vende i loro scandalosi segreti alla stampa. Nel finale della seconda stagione, Hortence sposò Bertram Harrison Fusselforth VII prima della loro prematura morte durante la luna di miele.
- Lord Frederick Bellacourt, interpretato da Jason Ritter, è il figlio più giovane e l'erede della famiglia Bellacourt. È il fratello gemello analfabeta di Beatrice, con il quale è coinvolto in una relazione incestuosa. Gli manca ogni parvenza di ambizione, poiché la sua vita consiste in attività ricreative. Dopo essere stato destinato a sposare Celery Savoy, Frederick viene organizzato da Commodore per diventare senatore e futuro vicepresidente di Theodore Roosevelt.
- Commodore Bellacourt (originariamente Harold Bellawitz), interpretato da David Koechner, è il patriarca della famiglia e "magnate". Spesso lontano per lavoro, evita la sua famiglia quando è a casa. Dopo aver rinnegato Lillian e Beatrice nel finale della stagione in cui i loro scandali sono stati resi pubblici, Commodore li riprende per farli annullare i loro mariti e sposarsi in famiglie ricche per poter riconquistare la sua fortuna. Viene lasciato in bancarotta quando i matrimoni non saltano fuori.
- Dorothea "Dodo" Bellacourt, interpretata da Paget Brewster, è la moglie di Commodore e la madre dei suoi primi quattro figli. Comincia a sospettare che suo marito abbia una relazione e approfondisce la sua preesistente dipendenza da morfina per far fronte. Le sue condizioni peggiorano con il progredire della serie, e lei tenta di lasciare dopo che essersi impadronita del maggiordomo Peepers dopo aver bevuto troppo assenzio. Nella seconda stagione, Dodo fugge dalla tenuta Bellacourt e si unisce a un convento dopo aver appreso che Commodore prevede di farla istituzionalizzare per dare via la maggior parte della sua fortuna in beneficenza. Dodo ritorna dopo che Commodore manda i suoi documenti per il divorzio, le organizzazioni caritatevoli che ha donato per essere davanti mentre trasferisce la fortuna dei Bellacourt all'abbazia nel suo nome.
- Victor Schmemmerhorn-Fish, V, interpretato da Brian Huskey, è sposato con Lillian. Victor si è sposato con la famiglia Bellacourt per "accumulare contanti", ma sente di non poter vivere "con l'indennità di un marito". Un omosessuale chiuso, è in una relazione segreta con Albert. Nella seconda stagione, Victor accetta di far annullare il suo matrimonio con Lillian a condizione che gli sia permesso di continuare a vivere nel castello.
- Albert Downsy, Jr., interpretato da David Wain, è sposato con Beatrice. Un omosessuale chiuso, è in una relazione segreta con Victor. Nella seconda stagione, Albert accetta di far annullare il suo matrimonio con Beatrice a condizione che gli sia permesso di continuare a vivere nel castello.
- Celine/Chair, interpretata da Christina Hendricks, è una ex prostituta che diventa l'amante segreta di Commodore. Commodore ordina a Celine di diventare un servitrice nel castello dove Beatrice cambia il suo nome in "Chair". Nel finale della prima stagione, Celine tenta di uccidere Dodo prima che Blanche la spinga giù per le scale, mandandola in coma. Nella seconda stagione, riprendendo conoscenza dopo aver dato alla luce il figlio di commodore Kermit, Celine alla fine riacquista l'uso delle gambe mentre convince Commodore a divorziare da Dodo e sposarla. Ma Celine lo lascia quando Commodore è in bancarotta.[9]

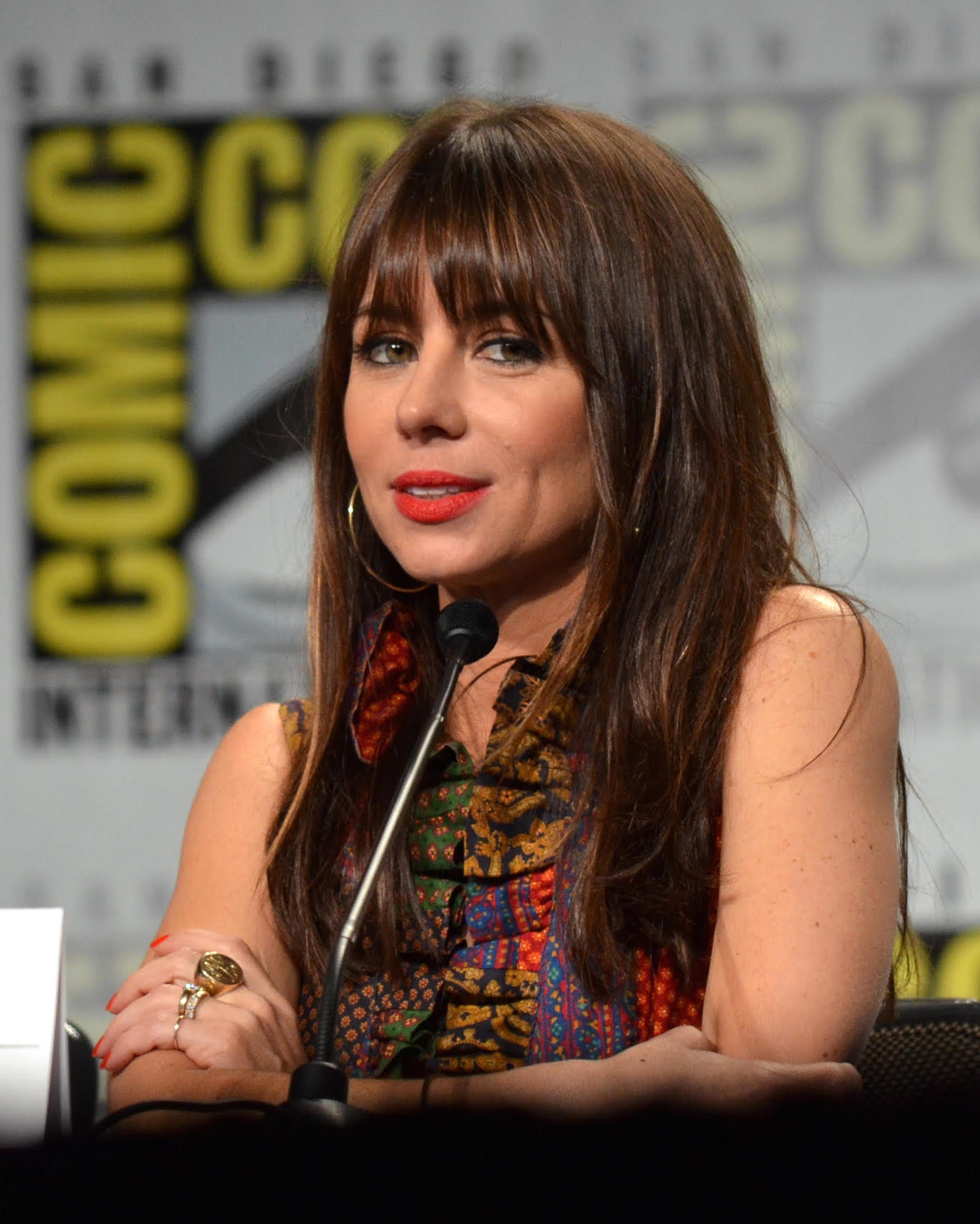
Natasha Leggero
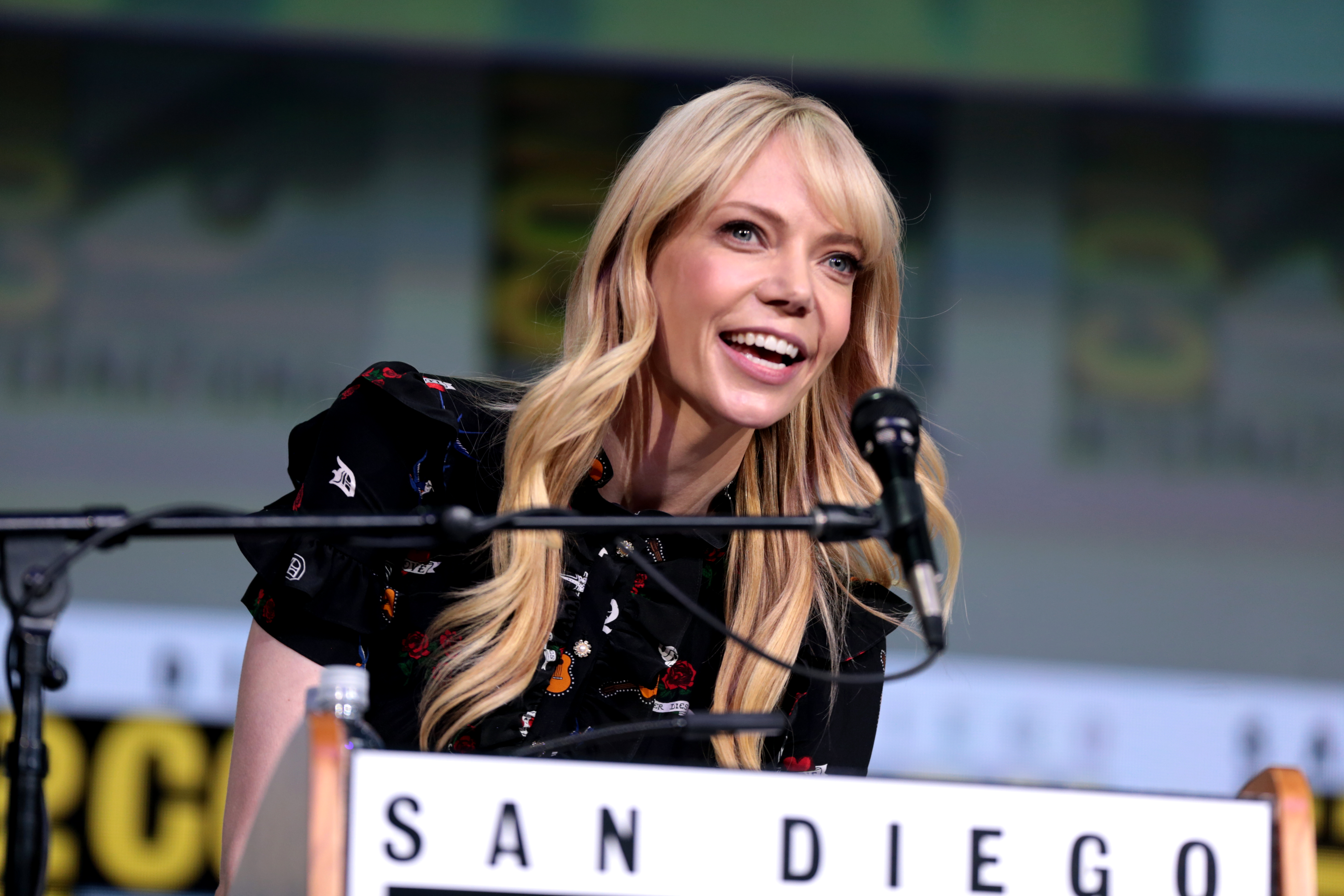
Riki Lindhome
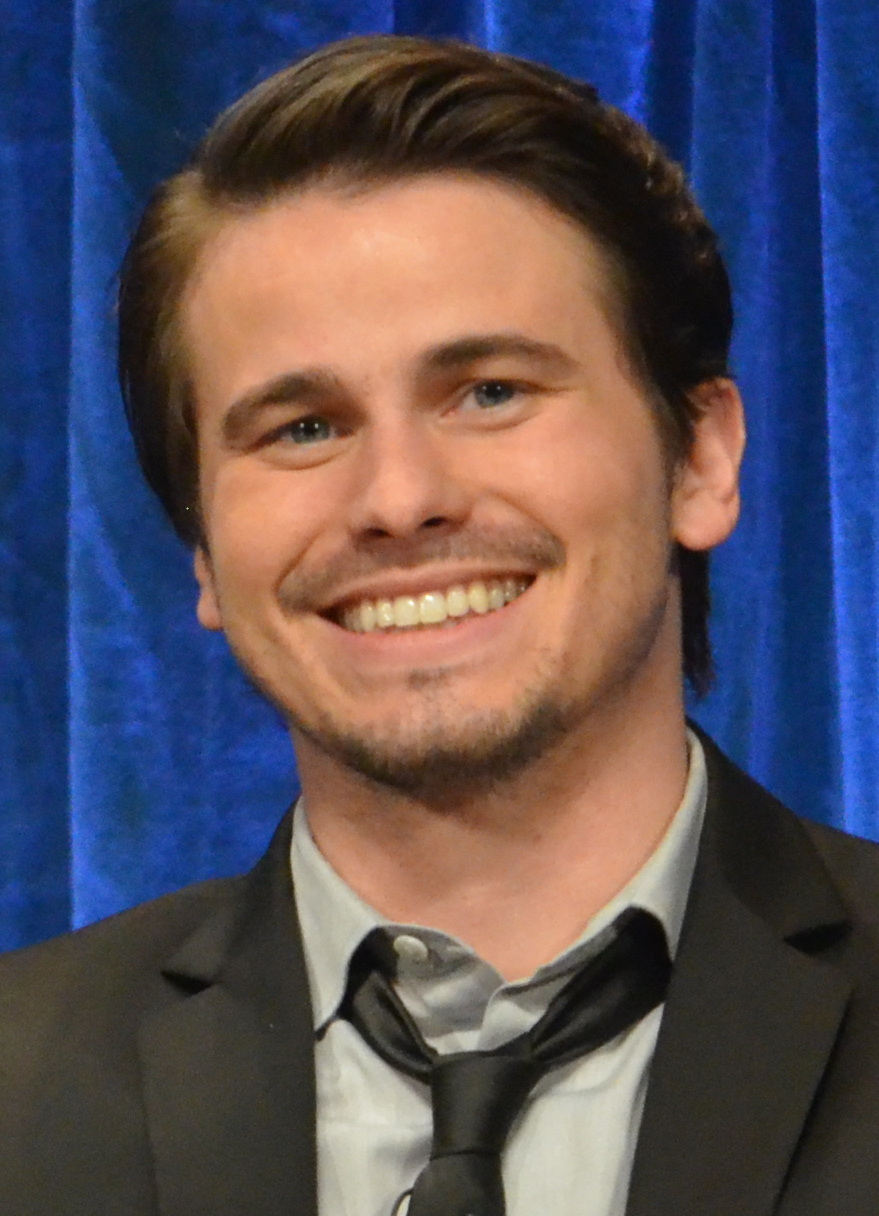
Jason Ritter
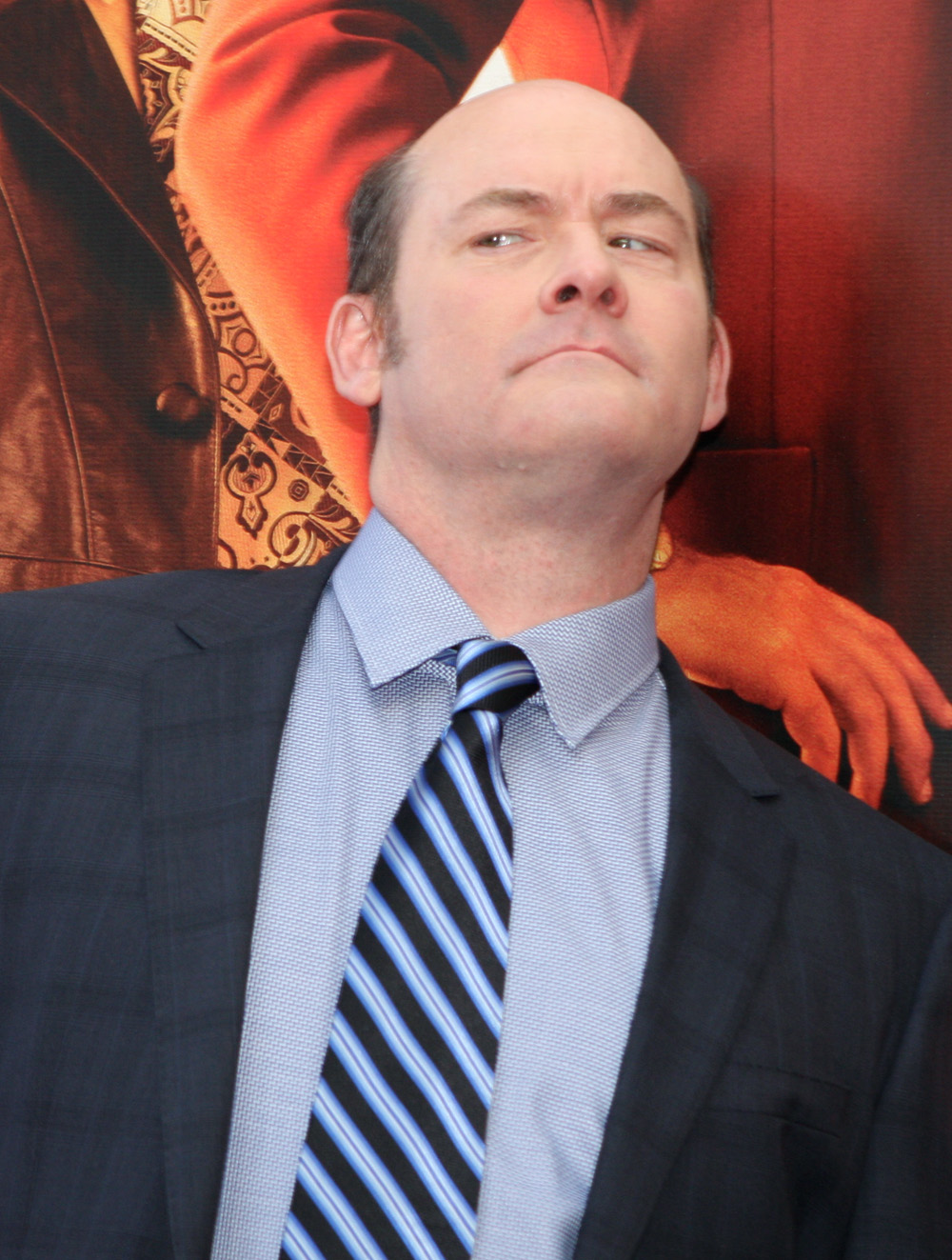
David Koechner
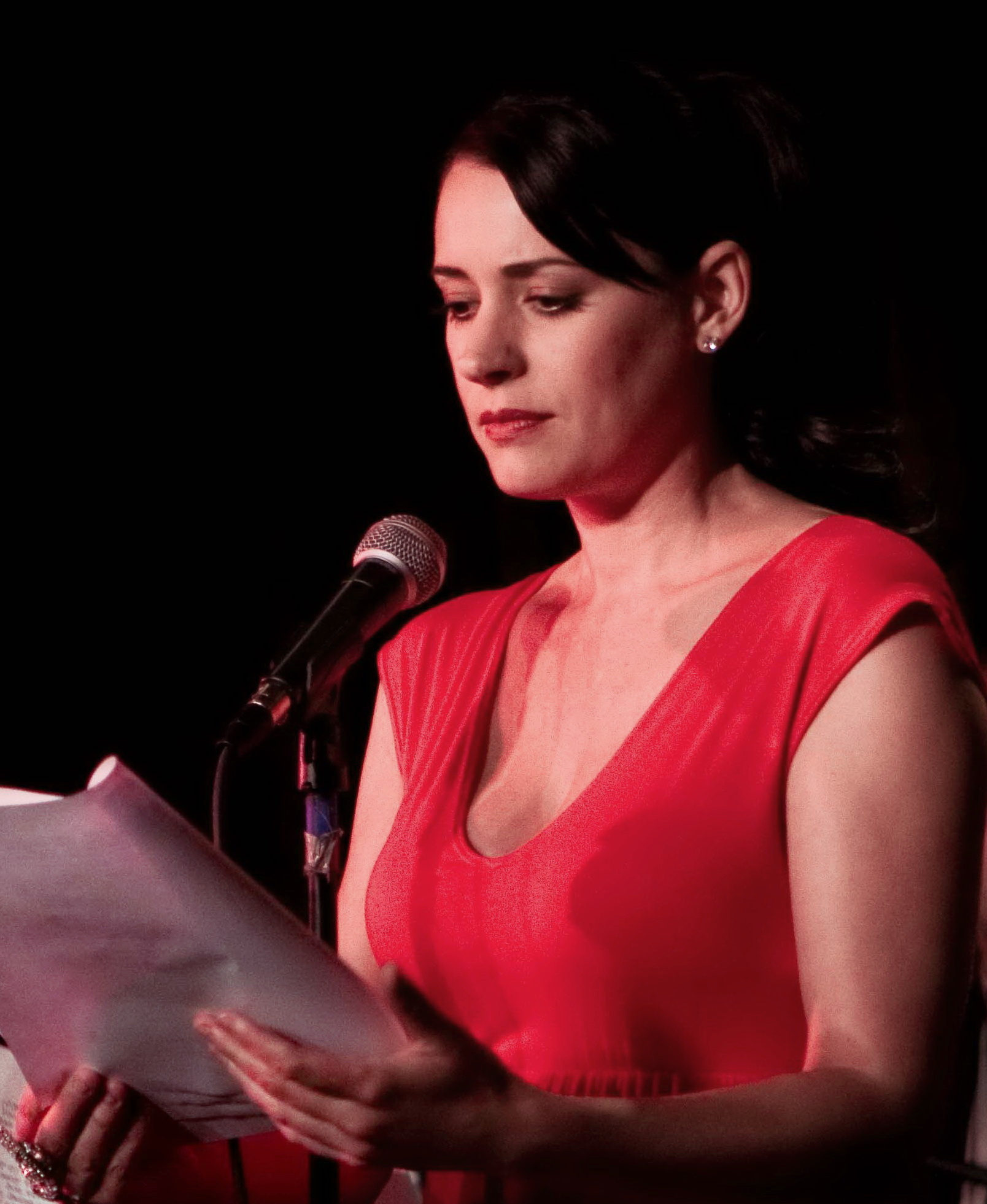
Paget Brewster
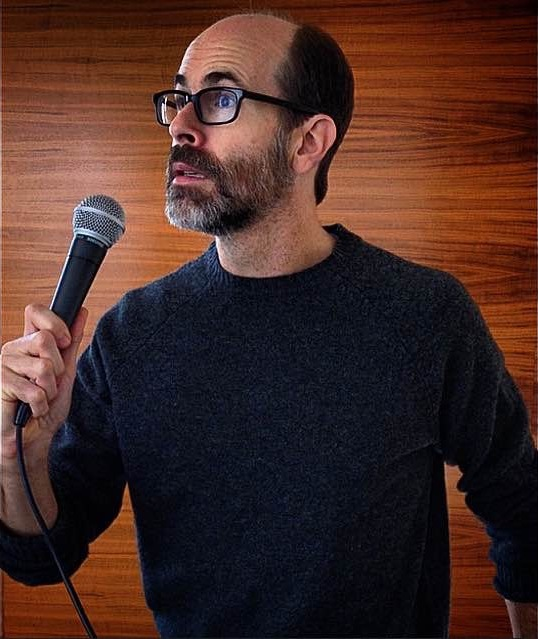
Brian Huskey
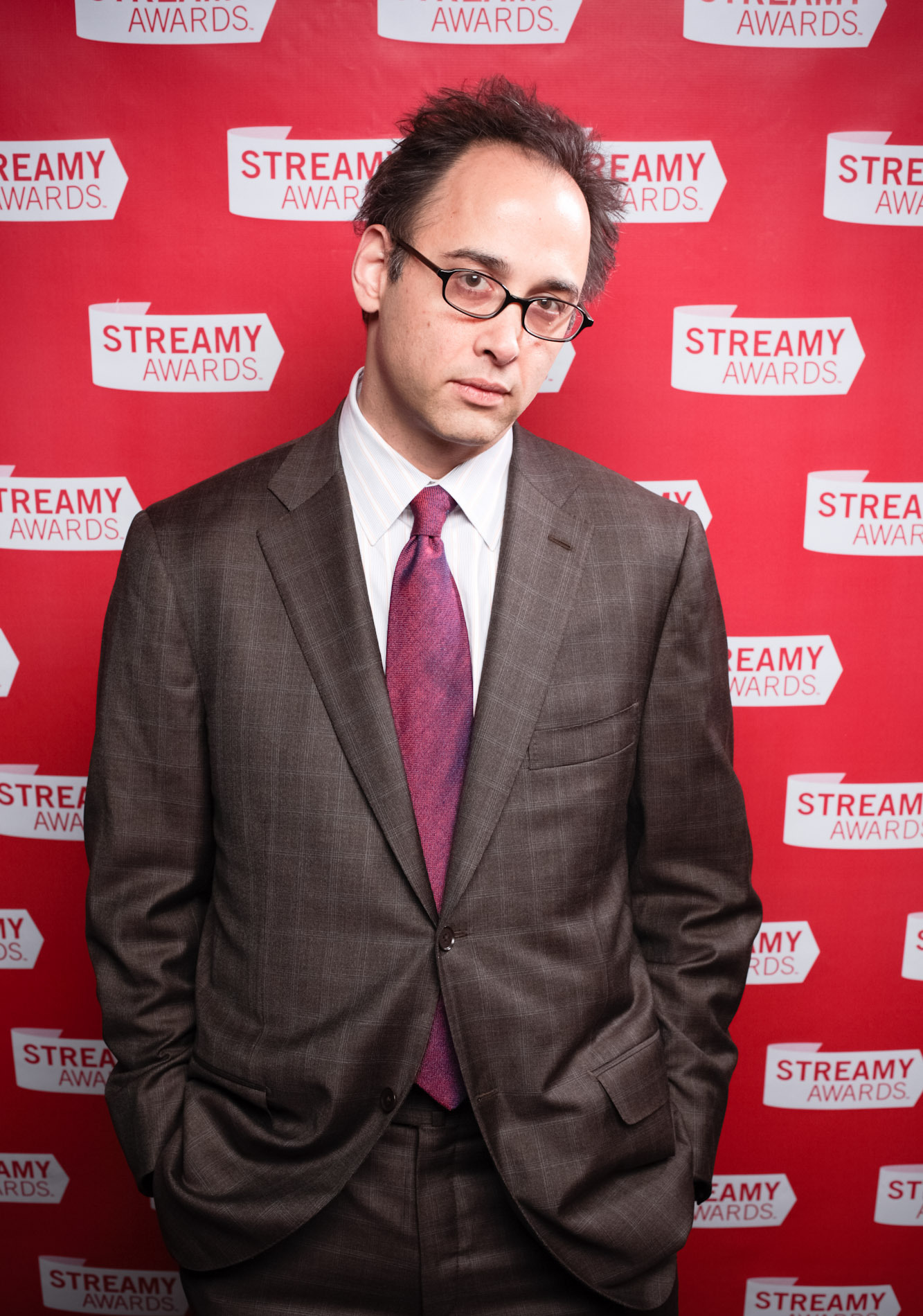
David Wain
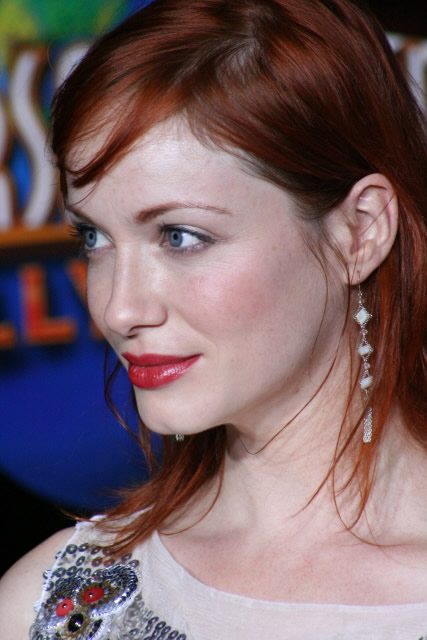
Christina Hendricks

### Servi della castello dei Bellacourt
- Peepers (precedentemente Mitchell P. Spiritwalker), interpretato da Michael Ian Black, è il maggiordomo dei Bellacourt, che è stato adottato e cresciuto da una famiglia di nativi americani da bambino. Anche se i Bellacourt non fanno caso ai suoi sforzi, Peepers è un attaccabrighe per un ordine perfetto e irrimediabilmente devoto alla famiglia fino al punto di uccidere Scoops LaPue e provare sentimenti per Dodo. Peepers è anche il tutore legale di Blanche e ha la possibilità di mandarla in un manicomio a sua discrezione. Nel finale della seconda stagione, Peepers aiuta Dodo nel suo piano e in seguito si trasferisce nell'abbazia per servire sotto di lei.
- Blanche, interpretata da Beth Dover, è la cameriera principale. Le fu diagnosticata un'isteria come disturbo nervoso e trascorse del tempo in un manicomio, sentendosi offesa dal fatto che fosse l'unica paziente rimasta non rapinata dagli inservienti. È facilmente spaventata dalle esperienze che ha avuto lì. Nella seconda stagione Blanche rivela la sua gravidanza e sposa il Dr. John Goldberg prima di dare alla luce il suo bambino.
- Garfield Leopold McGillicutty, interpretato da Armen Weitzman, è il maggiordomo / cameriere, servitore, che è stato preso da Peepers dall'orfanotrofio all'età di 5 anni per lavorare nel castello. I Bellacourts sono la sua unica famiglia e li ama con una devozione cieca, non avendo saputo nient'altro.
- Hamish Crassus, interpretato da Brett Gelman, il brutto, incolto custode che tende ai terreni della villa e svolge alcuni altri compiti "speciali" come il rapimento, "ri-conformarsi all'addestramento eterosessuale" e vendere le donne alla schiavitù sessuale.[10] Mentre è incastrato per la morte di Scoops LaPue, Hamish si è rivelato essere il fratellastro di Commodore nella seconda stagione.
- Flobelle, interpretata da Alice Hunter, la nuova cameriera assunta per sostituire "Chair". Lei è una donna aperta.

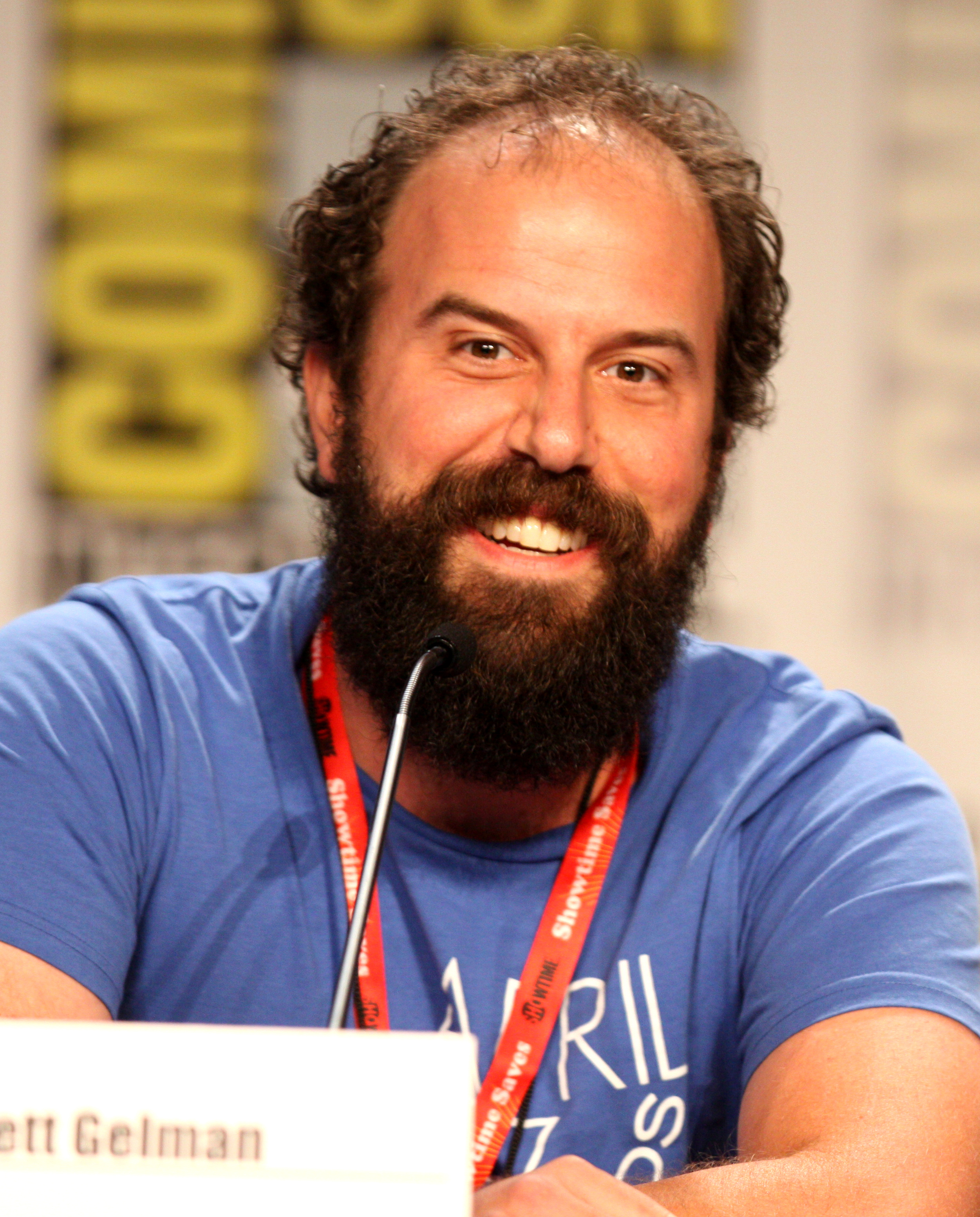
Brett Gelman

### Personaggi reali
- Harriet Tubman, interpretato da Bebe Drake.
- Charlie Chaplin, interpretato da Josh Fadem.
- Mark Twain, interpretato da Rich Fulcher.
- William Howard Taft, interpretato da Billy Merritt.
- Theodore Roosevelt, interpretato da Mike O'Connell.
- Leon Trotski, interpretato da Matt Besser.
- Scott Joplin, interpretato da Cedric the Entertainer.
- Anne Sullivan, interpretata da Kate Flannery.
- Albert Einstein, interpretato da Matt Gourley.
- Andrew Carnegie, interpretato da Tim Heidecker.
- Sigmund Freud, interpretato da Chris Parnell.
- Mohandas Gandhi, interpretato da Ravi Patel.
- Eleanor Roosevelt, interpretata da June Diane Raphael.
- Helen Keller, interpretata da Shoshannah Stern.
- Charles Ponzi, interpretato da Ben Stiller.

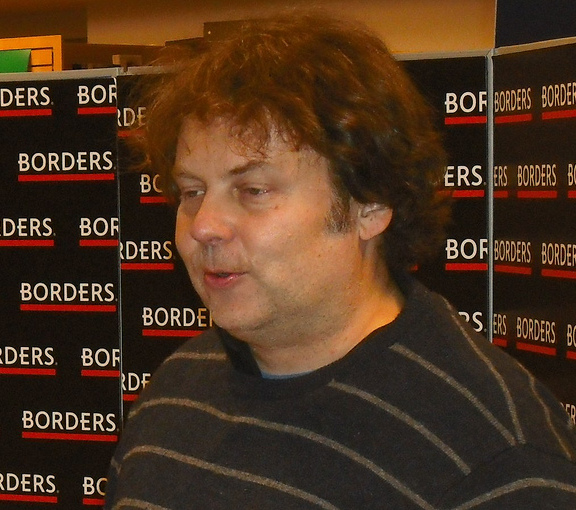
Rich Fulcher
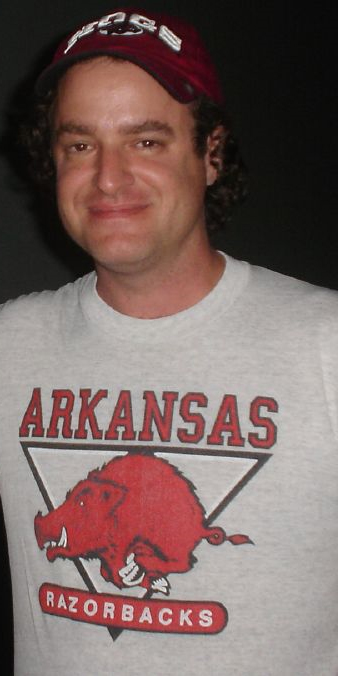
Matt Besser
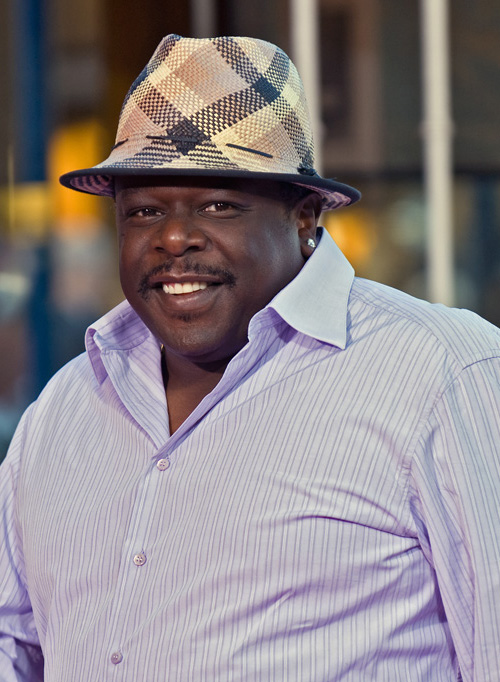
Cedric the Entertainer
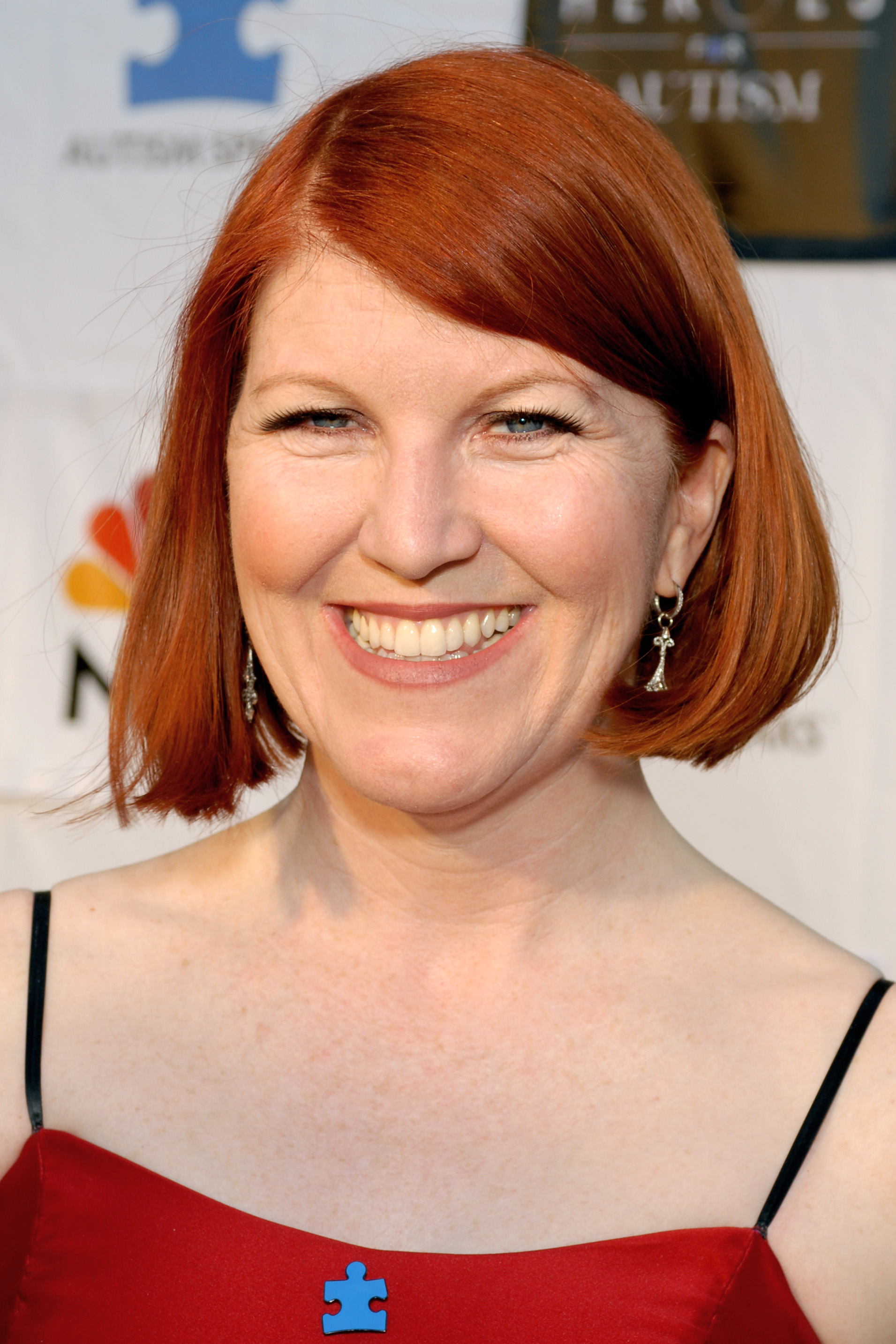
Kate Flannery
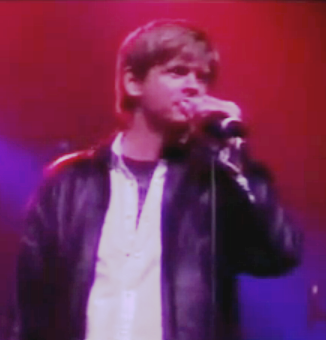
Tim Heidecker
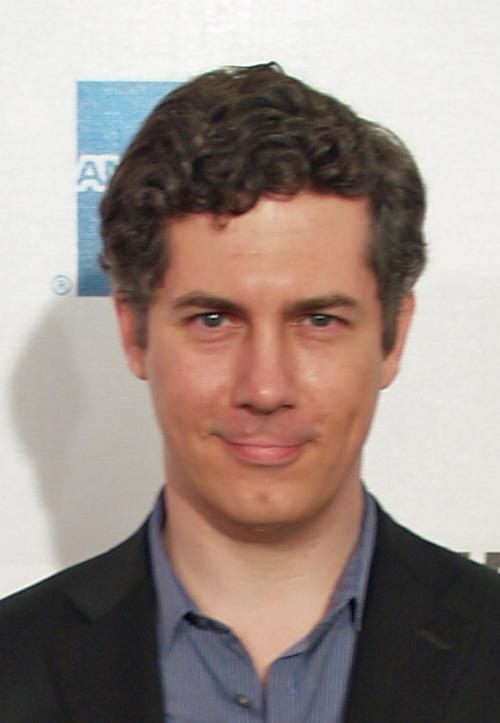
Chris Parnell
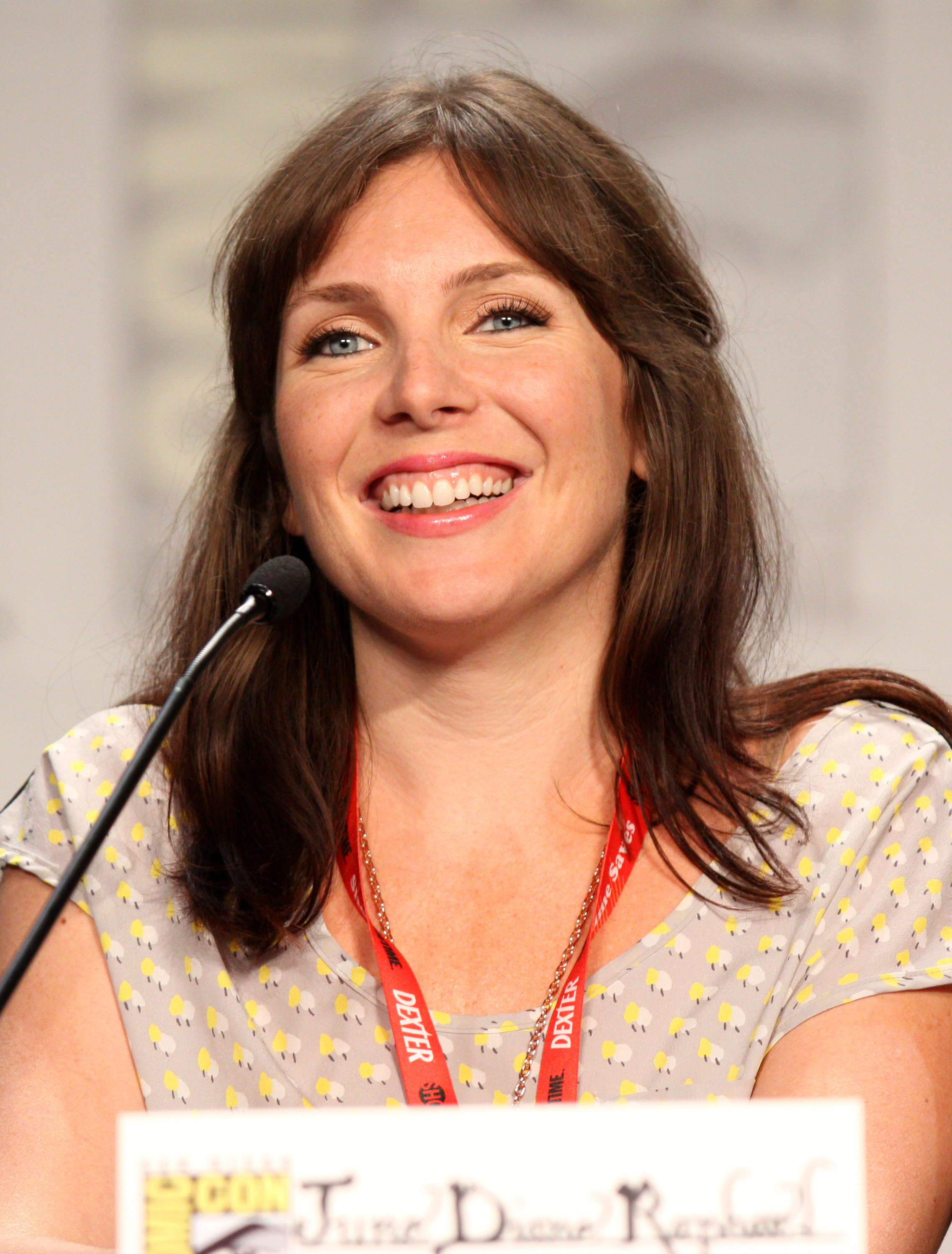
June Diane Raphael
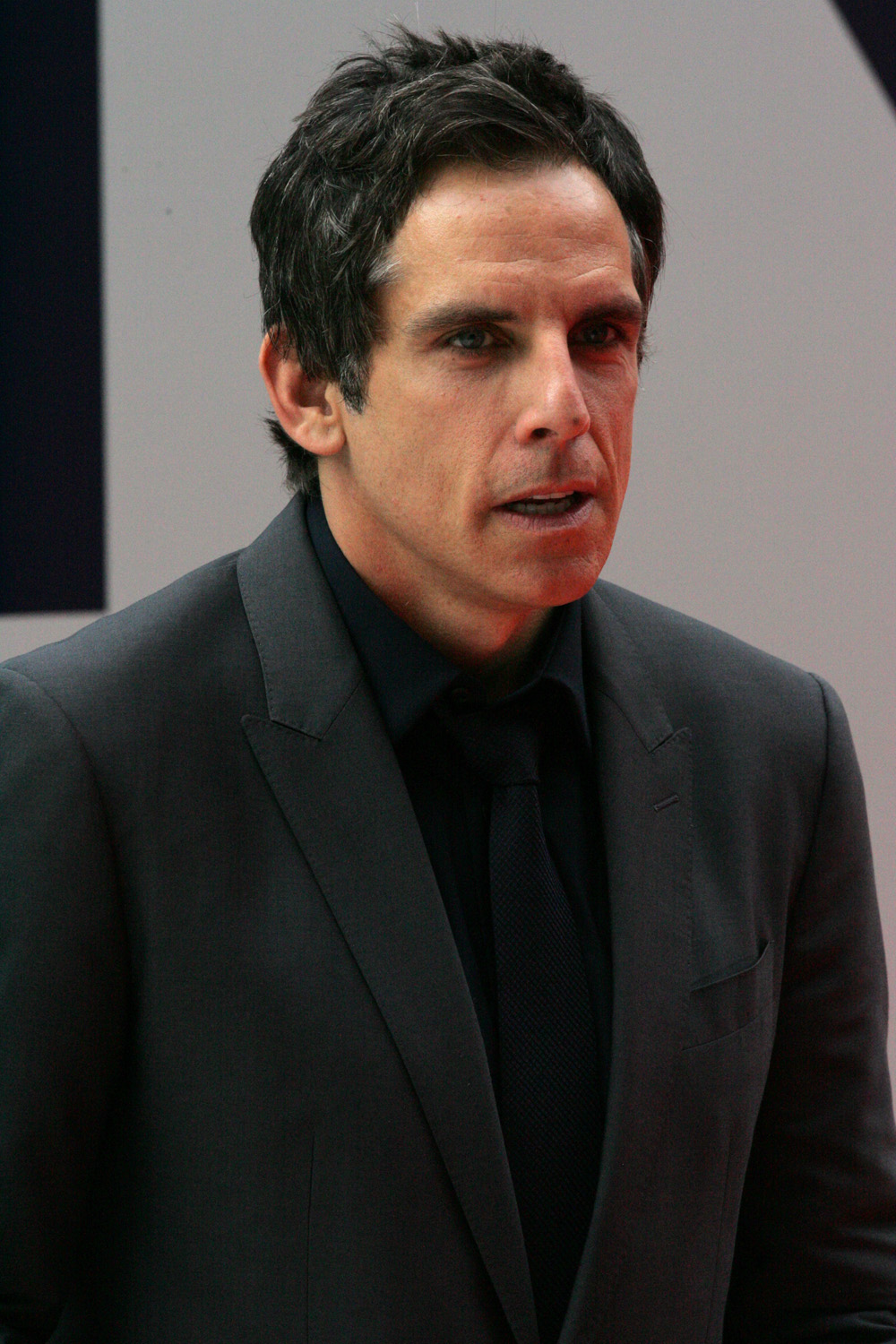
Ben Stiller

## Accoglienza

### Critica

#### Prima stagione
La prima stagione è stata accolta positivamente dalla critica. Sull'aggregatore di recensioni Rotten Tomatoes ha un indice di gradimento del 70% con un voto medio di 7.22 su 10, basato su 20 recensioni. Il commento del sito recita "Another Peiod beneficia di un cast brillante e di un concetto intelligente che blandamente biascica drammi storici e reality TV, anche se la sua premessa potrebbe rivelarsi difficile da mantenere nel tempo". Su Metacritic, invece, ha un punteggio di 68 su 100, basato su 12 recensioni.

#### Seconda stagione
Su Rotten Tomatoes la seconda stagione ha un indice di gradimento dell'80% con un voto medio di 7.73 su 10, basato su 5 recensioni.